# セルダーニュ線
セルダーニュ線（フランス語：ligne de Cerdagne）は、フランス南部、ピレネー＝オリアンタル県のヴィルフランシュ＝ド＝コンフラン駅からフォン＝ロムー＝オデイヨ＝ヴィアを経由してラトゥール＝ドゥ＝カロル駅までを結ぶフランス国鉄（SNCF）の鉄道路線である。
愛称は「黄色い列車」を意味するトラン・ジョーヌ（train jaune）、もしくはカナリアである。路線長は62.5km、軌間1000mmの単線で電化されている。年間利用者数は40万人で、夏の観光客が多い。
この路線はメートルゲージであるにもかかわらず、SNCFの幹線網の一部となっている。ヴィルフランシュ＝ド＝コンフランでペルピニャン行きの路線に、ラトゥール＝ドゥ＝カロルでトゥールーズ行きの路線とレンフェ（スペイン国鉄）の路線に接続する。

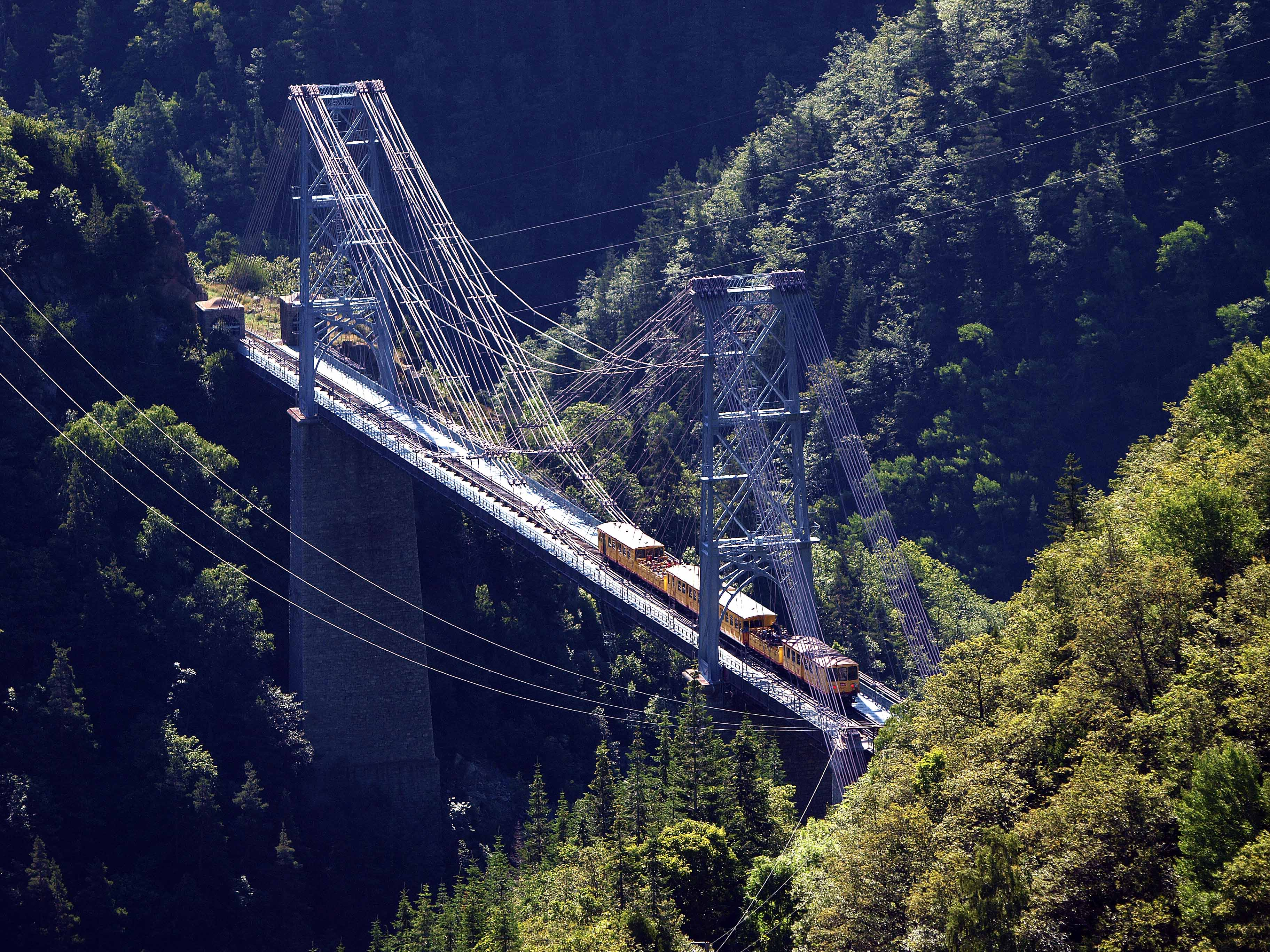
カサーニュ橋

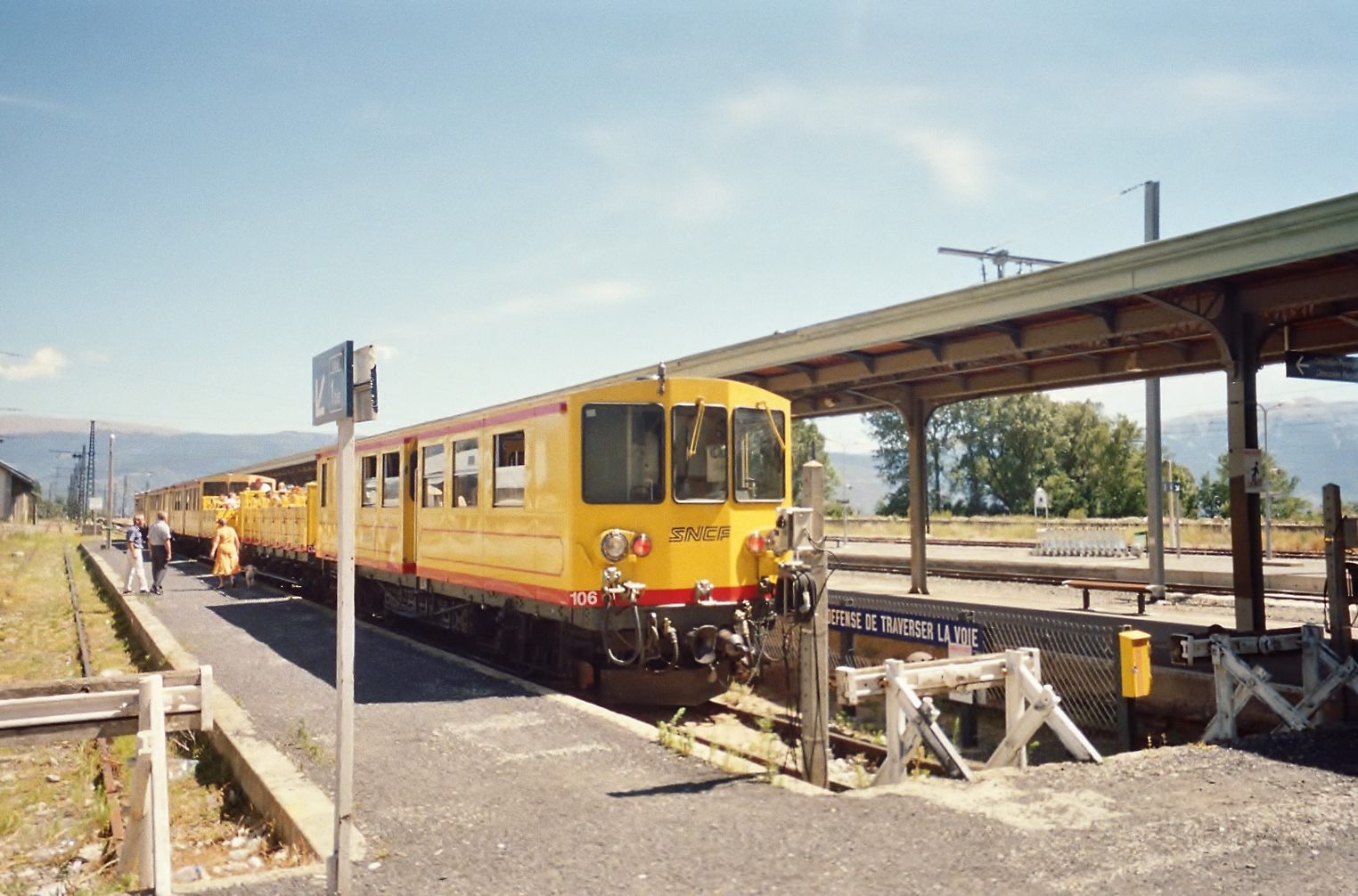
ラトゥール＝ド＝カロル駅に停まるトラン・ジョーヌ

セルダーニュ線は標高差が大きい山岳路線である。標高427mのヴィルフランシュ＝ド＝コンフランから標高1592mのペルシュ峠を越え、標高1143mのブール＝マダム駅を経由し標高1230mのラトゥール＝ド＝カロル駅に到達する。ペルシュ峠の前後の区間の勾配は55パーミルと60パーミルに達する。Bolquère-Eyne駅は標高1592.78mのところに位置しておりフランス国鉄で最も高いところにある駅である。また途中に存在するフォンペドルス高架橋（セジュルネ高架橋）とカサーニュ橋（ジスカール橋）は歴史的建造物に指定されている。そのほか約20のトンネルがある。

## 歴史

### 年表
- 1903年：事業の申請
- 1909年：事故で6名が死亡。カサーニュ橋を設計したアルベール・ジスカールも含まれる。
- 1910年7月19日：ヴィルフランシュ＝ド＝コンフラン－モンルイが開業。
- 1911年：ブール・マダムまで延伸。
- 1928年：ブール・マダム－ラトゥール＝ドゥ＝カロル間が開業し全通。
- 2000年：記念切手発行。
- 2003年：ラングドック＝ルシヨン地域圏の予算で新型車両Z150を導入。

## 運行車両
- Z100形電車：13両。開業時から使用。
- Z150形電車：2両。2004年に導入。スイス・シュタットラー（Stadler AG）製の"GTW2/6"型。
- Z200形除雪車：2両。永久連結されている。開業時から使用。